# Within Our Gates
Pour plus de détails, voir Fiche technique et Distribution.
Within Our Gates est un race film muet du réalisateur noir américain Oscar Micheaux sorti en 1920.
Le film dépeint la situation raciale aux États-Unis au début du XXe siècle, les années des lois Jim Crow, la renaissance du Ku Klux Klan, la grande migration afro-américaine des Noirs vers les villes du Nord et du Midwest et l'émergence du « New Negro (en) ».
De nombreux spectateurs ont vu le film que Micheaux a réalisé. Le film a été vite censuré pour cause de scène de viol et de lynchage.

## Synopsis
Sylvia Landry, une professeure afro-américaine se rend au nord des États-Unis dans le but d'amasser des fonds pour son école rurale du Sud profond qui prodigue un enseignement à de pauvres enfants noirs. Son histoire d'amour avec un médecin noir conduit finalement à des révélations sur le passé de sa famille et sur le fait qu'elle soit d'ascendance européenne et de race mixte. Le film dépeint la violence raciale sous la suprématie blanche, dont le lynchage d'un homme noir.

## Fiche technique
- Titre : Within Our Gates
- Réalisation : Oscar Micheaux

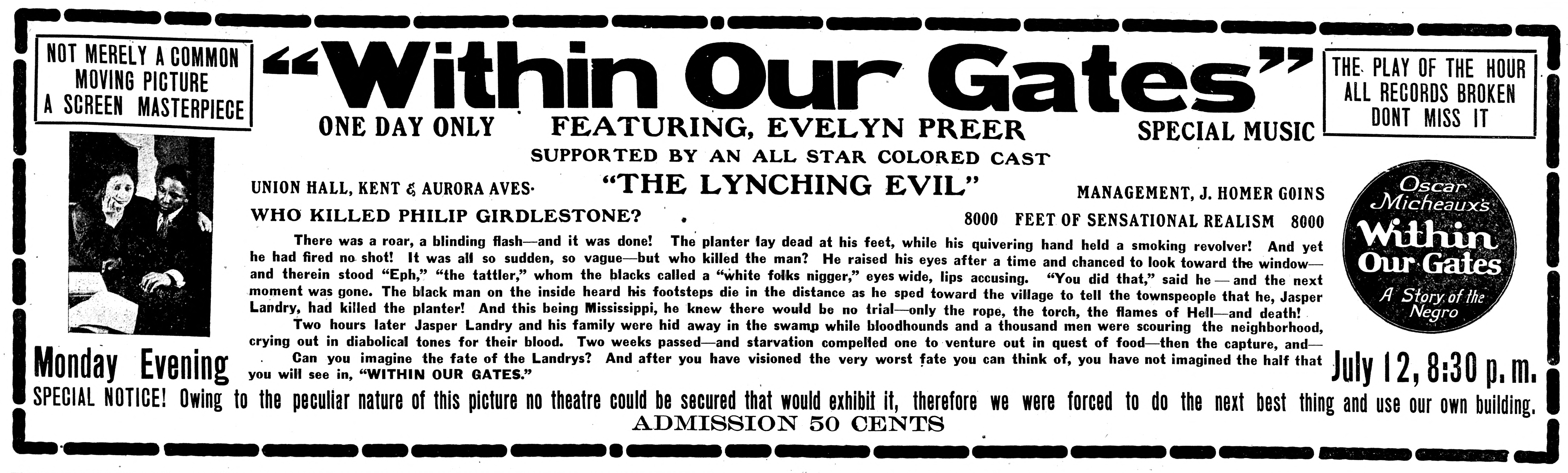
Publicité pour le film dans la presse en 1920.

- Scénario : Oscar Micheaux, Gene DeAnna
- Producteur : Oscar Micheaux
- Musique : Philip Carli (piano) composition et interprétation
- Compagnie de production : Micheaux Book & Film Company
- Durée : 79 minutes
- Pays de production :  États-Unis
- Cooleur : noir et blanc
- Ratio : 1.33 : 1
- Son : Muet
- Studios : Capital City Studios, Chicago, Illinois

## Distribution
- Evelyn Preer : Sylvia Landry
- Flo Clements
- James D. Ruffin
- Jack Chenault
- William Smith
- Charles D. Lucas

## Commentaires
Produit, écrit et réalisé par le réalisateur noir Oscar Micheaux, Within Our Gates est le plus ancien film connu d'un réalisateur afro-américain qui soit parvenu jusqu'à nous.
En 1993, une copie du film a été retrouvée à la Cinémathèque espagnole alors que le film était réputé perdu.